# Лоренс Ріель
Лоренс Ріель (нід. Laurens Reael); 19 червня 1616 — 7 грудня 1615) — третій генерал-губернатор Голландської Ост-Індії і адмірал Республіки Об'єднаних провінцій Нідерландів з 1625 по 1627 роки.

## Ранні роки життя
Лоренс Ріель був сином купця з Амстердаму Лоренса Якобса Ріеля (нід. Laurens Jacobsz Reael), власника таверни «В золотому реалі» (нід. Laurens In den gouden Reael) і поета-любителя, відомого за збіркою віршів «Пісні гезів» (нід. Geuzenliederen). Він блискуче закінчив школу, мав особливий хист до математики та іноземних мов. Вивчав право в Лейденському університеті; жив в Лейдені в будинку протестантського богослова Якоба Армінія, який з 1590 року був одружений з його старшою сестрою Лейсбет (нід. Lijsbet Reael). Здобув докторський ступінь в 1608 році.

## Ост-Індія
В травні 1611 року він вирушив до Ост-Індії на чолі чотирьох кораблів. Він мав добру репутацію серед Пітера Бота і Герарда Рейнста; обидва вони розглядали Лоренса як майбутнього наступника. В 1616 році, після смерті Рейнста, він був призначений генерал-губернатором. Він працював в штаб-квартирі VOC, яка в той час містилася в Тернате. Цього ж року він особисто зустрічав Йоріс ван Спілбергена (30 березня) і Якоба Лемера (12 вересня).
Вже через рік, 31 жовтня 1617 року Ріель подав у відставку після суперечки з керівництвом компанії (так званими сімнадцятьма панами, нід. Heeren XVII), через їх позицію щодо відношення до англійських конкурентів і корінних народів. Юрист за освітою, Лоренс Ріель вважав, що заходи, вживані стосовно англійців, повинні відповідати міжнародному праву і неодноразово протестував проти утисків тубільців. Він, як і адмірал Стівен ван дер Хаген, вважав, що VOC повинна діяти виключно комерційними і дипломатичними шляхами. У своєму офіційному листі до Генеральних Штатів і Heeren XVII він чітко виклав свою позицію.
Однак. до прибуття на Молукки нового генерал-губернатора Яна Пітерсзоона Куна Ріель продовжував виконувати свої обов'язки, воюючи з іспанцями в Манільській затоці, з англійцями в Бантамі і на Молукках і з Матарамським султанатом на Яві.

## Подальше життя в Нідерландах
Лоренс Ріель виїхав до Голландії в січні 1620 року. Він не міг займати там державної посади через його симпатії до ремонстрантів (зрештою, Якоб Арміній був його родичем). Він зосередився на написанні віршів, познайомився з Пітером Гофтом і Йостом ван ден Вонделом, вступив в Мейденський гурток. В 1623 році Вондел присвятив Лоренсу свою поему «Lof der Zeevaart» (Ода мореплавству).
Після смерті Моріца Оранського, Ріель відновив своє положення і 9 червня 1625 року став членом Амстердамської палати VOC, залишаюсь на цій посаді впродаовж всього подальшого життя. З 1625 по 1627 рік він служив віцеадміралом Голландії та Західної Фрисландії в Амстердамському адміралтействі, командував флотом; двічі, 12 листопада 1626 і 10 липня 1627 року розбив іспанський і англійський флоти у північноафриканського узбережжя. В 1626 році представляв Нідерланди на коронації англійського короля Карл I, за що був висвячений королем в лицарі. Після смерті Віллема ван Нассау 18 серпня 1627 року отрима посаду лейтенант-адмірала Голландії та Західної Фрисландії.
Наприкінці 1627 року Лоренс був відправлений дипломатом до Данії, яка в той час воювала з Фердинандом II Австрійським. На зворотному шляху на початку 1628 року, його корабель зазнав аварії на узбережжі Ютландії, де, на його нещастя, стояли табором австрійці. Він потрапив у полон і відправлений до Відня, де пробув в ув'язненні до лютого 1629 року. Повернувшись додому, він одружився. В 1630 році був обраний членом амстердамської міської ради, а в 1632 році олдерменом.
У 1637 році Ріель вважався найбільш імовірним кандидатом на посаду адмірала, але в жовтні помер в Амстердамі від бубонної чуми. До того хвороба забрала двох його синів. Похований у Вестеркерці.